# 伸上り

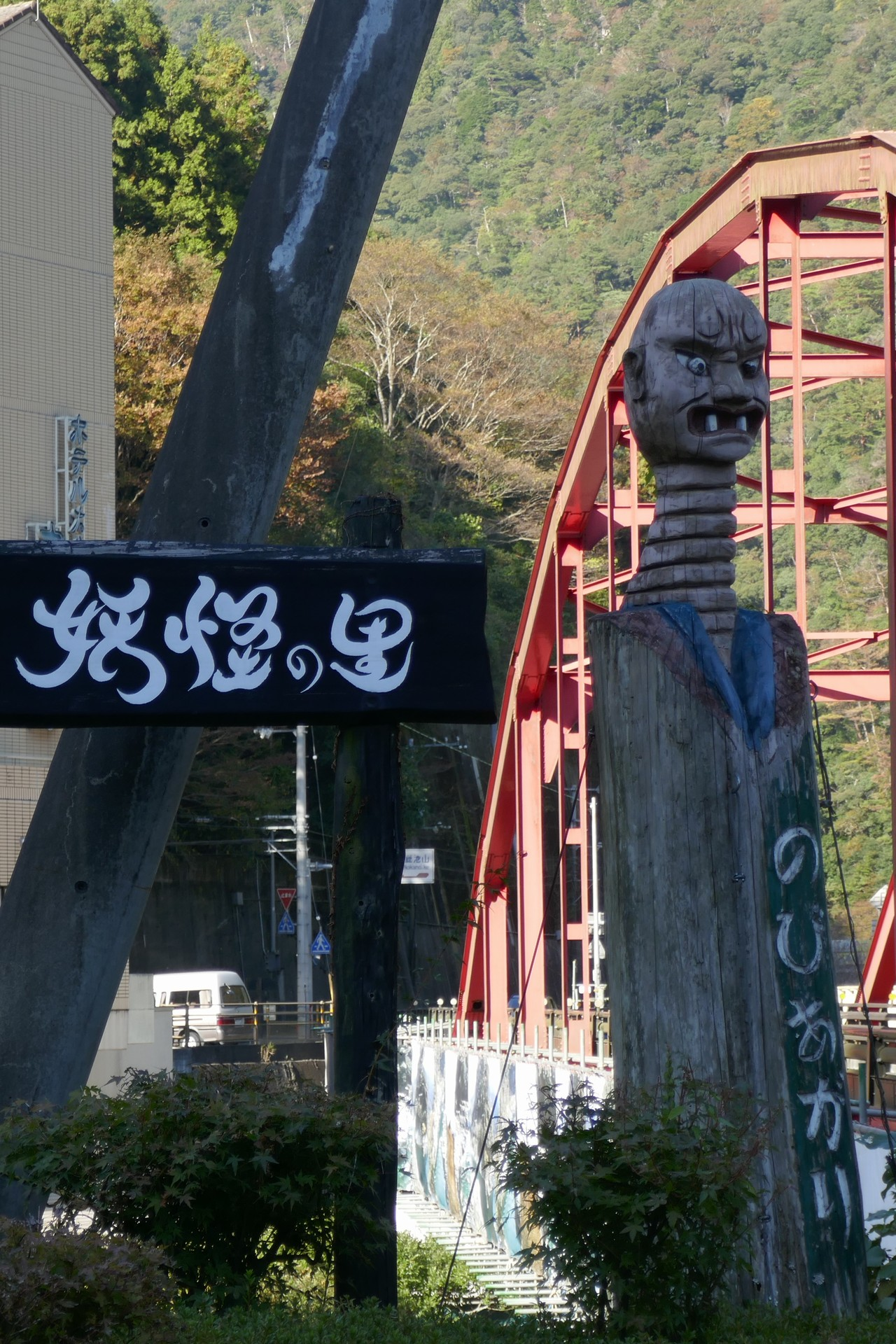
のびあがり像（三好市）

伸上り（のびあがり）または伸上り入道（のびあがりにゅうどう）は、愛媛県北宇和郡下波村（現・宇和島市）や徳島県祖谷地方を始め、日本全国に伝わる妖怪。

## 概要
目の前に現われたかと思うと、見ている内に次第に背が高くなり、それを見上げれば見上げるほどさらに背が高くなってゆく。愛媛の東宇和郡宇和町（現・西予市）では、その姿を見上げている人の喉元に噛みつくともいわれ、香川県では首を締め上げたり、その人の方へ倒れかかってくるともいう。徳島の祖谷地方では竹薮の中に1尺ほどの姿で現れ、次第に大きくなって竹の背丈ほどにまで伸び上がるという。昭和・平成以降の妖怪関連の文献においては、同様の特徴を持つ妖怪・見越入道の一種とされる。
愛媛の下波村では、地上から約1寸（約30センチメートル）あたりのところを蹴飛ばして目をそらすと消えるといい、同県南宇和郡内海村（現・愛南町）では「見越した」と呼びかけると、姿を消してしまうといわれた。
外見は影のようにはっきりとしない姿とされるが、丸くて奇妙な石のようだったとする説もある。
昭和以降の話では、1988年頃のある日の深夜1時過ぎ、神奈川県で5人連れの友人たちを乗せた車が広沢寺温泉のトンネルに入ったところ、脇道から煙状のものが吹き上がって人型となり、それを目撃した者が後に、これを伸上りだと語ったという事例がある。
伸上りや高入道の仲間とされる妖怪に「星ちぎり」がある。見ている間にズンズン背が伸びる妖怪で、高知県物部村山崎（現・香美市）に出没したといわれる。幻ともいわれ、同行者には見えないとされる。

## 正体
正体は獣の化けたものとする地方が多く、タヌキが化けているとなどといわれるほか、愛媛ではカワウソが化けているといわれている。愛媛の民話では、カワウソをノビアガリともいい、大入道に化けて人を脅かしたり、肩車をしてどこまでも高くなって見せるという。実際にカワウソは後脚2本で直立する習性を持つことから、警戒のために直立したカワウソの姿がこの妖怪の伝承に繋がったとする説もある。